# Rusałkowate

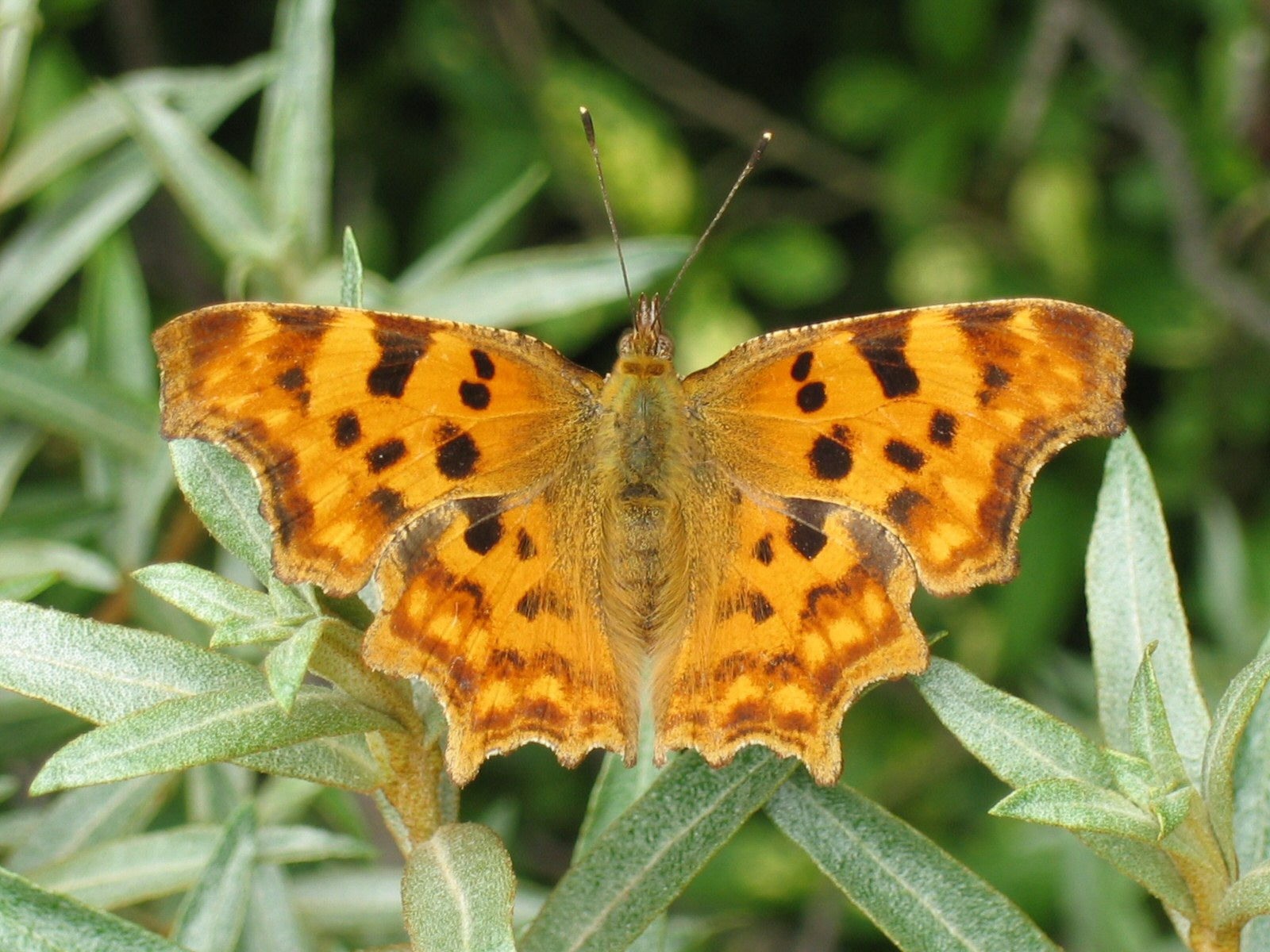
Rusałka ceik

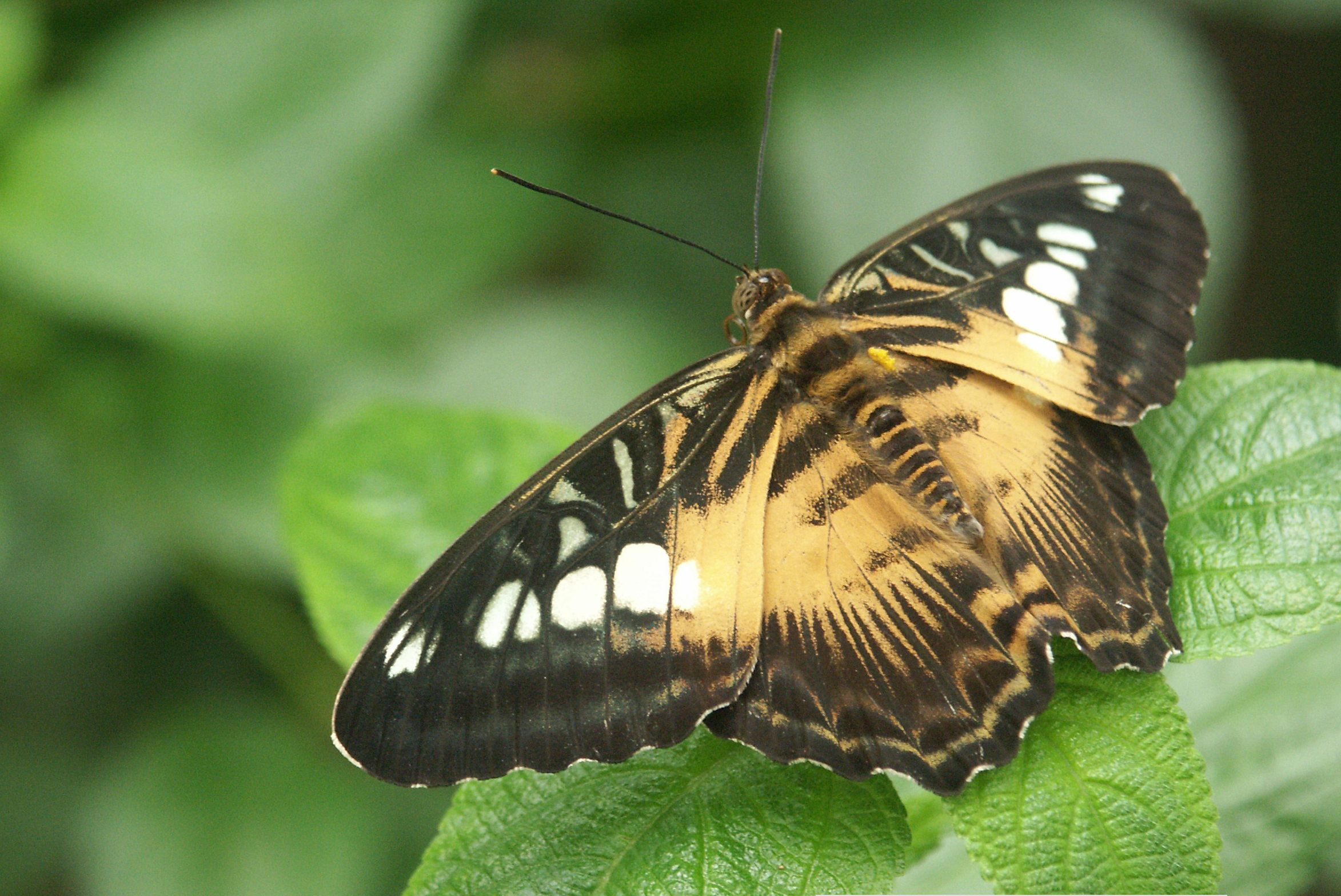
Parthenos sylvia

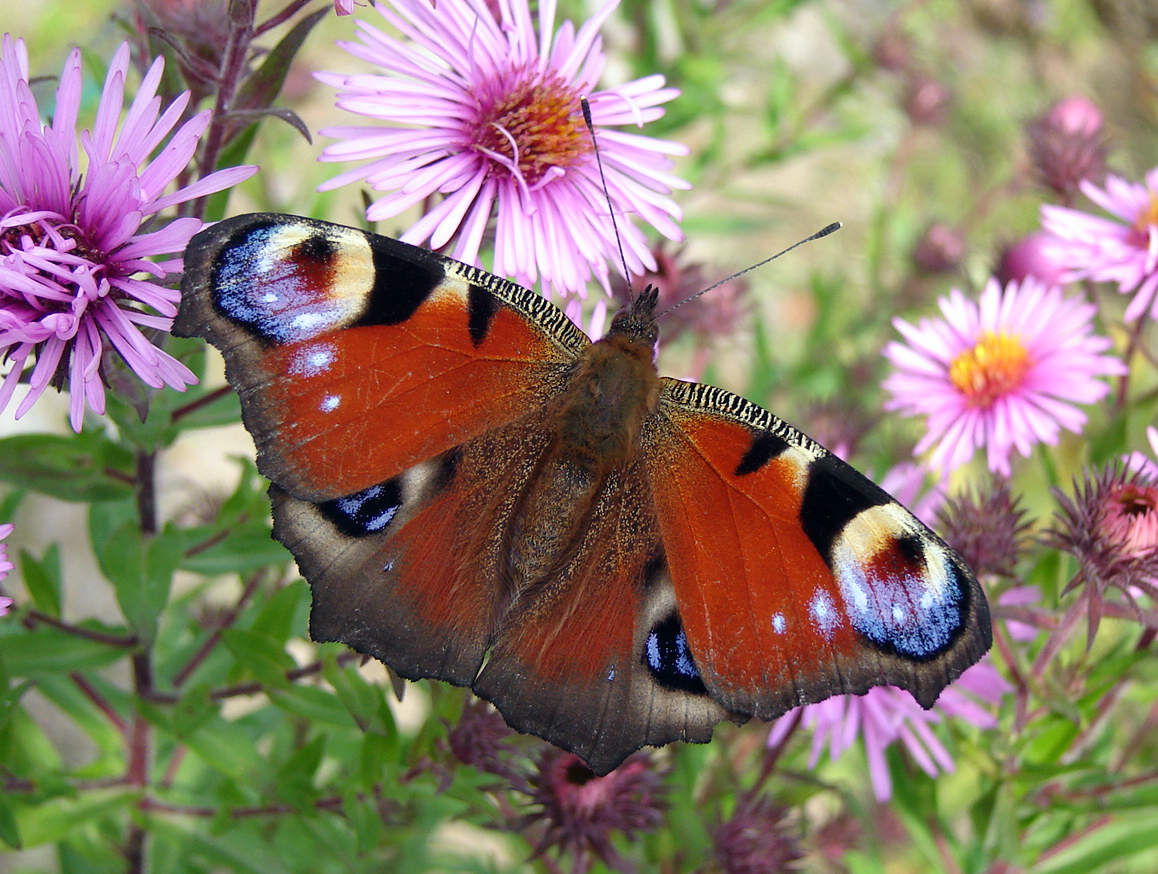
Rusałka pawik

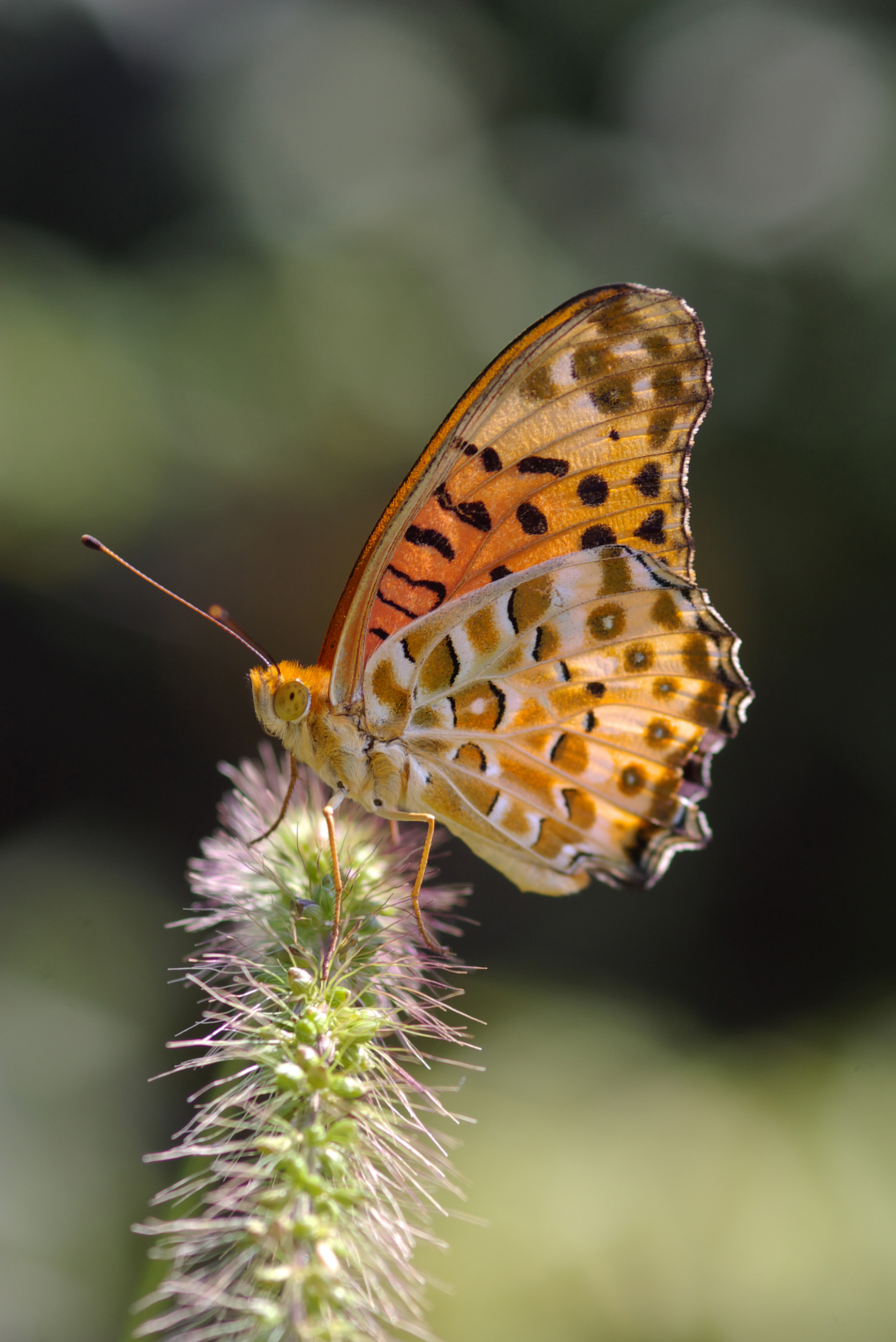
Argynnis hyperbius

Rusałkowate, rusałki, południcowate, południce, perłowce (Nymphalidae) – rodzina z grupy motyli dziennych (Rhopalocera). W 633 rodzajach zawiera 5 700 gatunków rozpowszechnionych na całym świecie (w Polsce 75), m.in. rusałki, przeplatki, dostojki, mieniaki. Mają zredukowaną przednią parę odnóży, zatraciły funkcje kroczne, samiec używa ich do czyszczenia czułek. Gąsienice owłosione lub kolczaste.
Rodzina rusałkowate składa się z podrodzin:
- Apaturinae
- Biblidinae
- Charaxinae
- Cyrestinae
- Danainae − danaidowate
- Heliconiinae
- Libytheinae
- Limenitidinae
- Morphinae (w tym dawna rodzina amatusie)
- Nymphalinae
- Satyrinae − oczennicowate

## Wybrani przedstawiciele
- rusałka admirał, rusałka ceik, rusałka drzewoszek, rusałka osetnik, rusałka pawik, rusałka pokrzywnik, rusałka wierzbowiec, rusałka żałobnik